# Міністерство монтажних і спеціальних будівельних робіт Української РСР

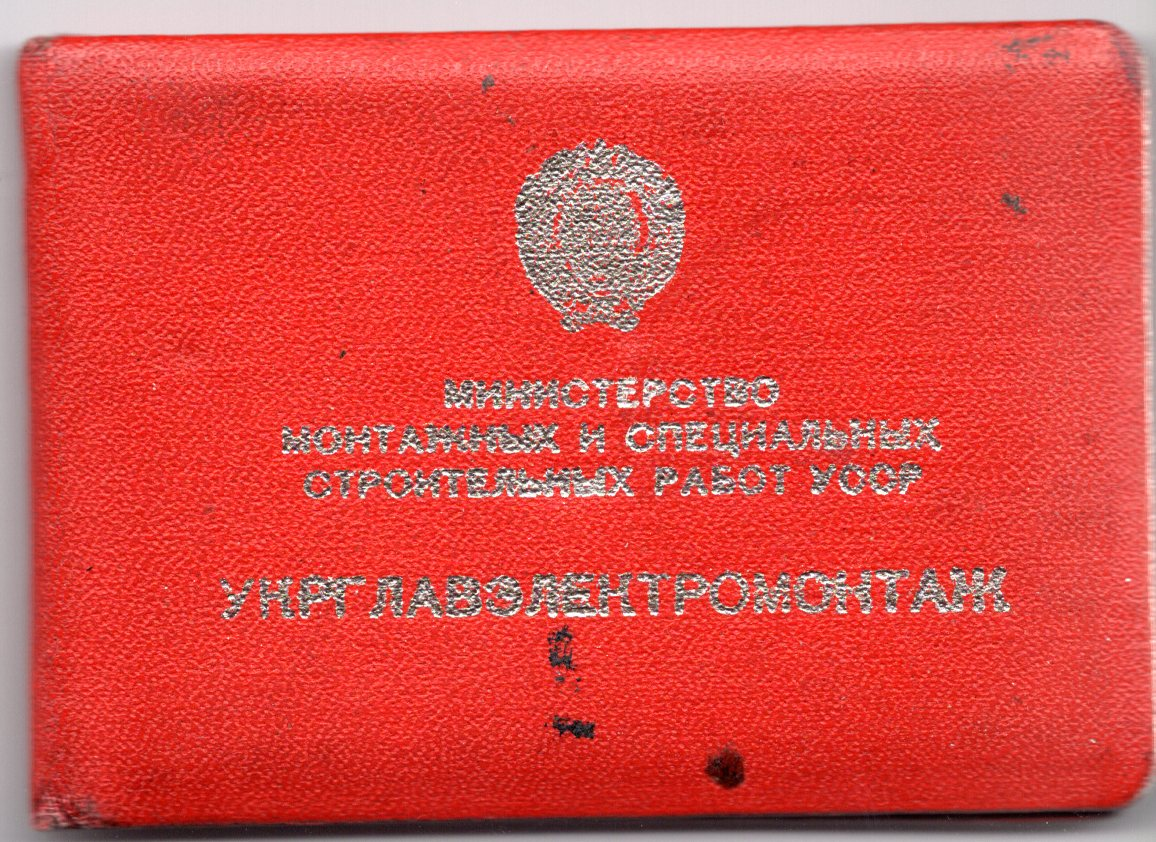
Посвідчення працівника Укрголовелектромонтажу Міністерства монтажних і спеціальних будівельних робіт УРСР (вид. у 1991 році)

Міністерство монтажних і спеціальних будівельних робіт Української РСР — республіканське міністерство, з 13 червня 1963 року — союзно-республіканське міністерство, яке входило до системи органів монтажних і спеціальних будівельних робіт СРСР і підлягало в своїй діяльності Раді Міністрів УРСР і Міністерству монтажних і спеціальних будівельних робіт СРСР.

## Історія
Створене 3 січня 1963 року.

## Міністри монтажних і спеціальних будівельних робіт УРСР
- Терентьєв Валентин Олександрович (1963—1965)
- Багратуні Георгій Рубенович (1965—1979)
- Щепетильников Аркадій Миколайович (1979—1981)
- Борисовський Володимир Захарович (1981—1987)
- Штундель Олександр Рудольфович (1987—1991)